# Warszawas slott
Warszawas slott (polska: Zamek Królewski) var residens för Polens kungar från 1596, då Sigismund III Vasa flyttade Polens huvudstad från Kraków till Warszawa.
Det fungerade som det fram till 1795, då Polen upplöstes som självständig stat. Under andra världskriget jämnades slottet (och stora delar av Warszawa) med marken av tyska soldater. 
Efter kriget återuppbyggdes staden, men återuppbyggnaden av slottet dröjde till 1970-talet.